# Pręczki
Pręczki – wieś w Polsce położona w województwie kujawsko-pomorskim, w powiecie rypińskim, w gminie Rogowo.
Do 1954 roku miejscowość była siedzibą gminy Pręczki, następnie aż do 1972 r. gromady Pręczki. W latach 1975–1998 miejscowość administracyjnie należała do województwa włocławskiego.
Według Narodowego Spisu Powszechnego (III 2011 r.) liczyła 259 mieszkańców. Jest szóstą co do wielkości miejscowością gminy Rogowo.